# Eurostopodus argus
El chotacabras argos o chotacabra manchada (Eurostopodus argus) es una especie de ave caprimulgiforme de la familia Caprimulgidae propia de Australia, las islas menores de la Sonda y Aru.

## Descripción
Es uno de los chotacabras más grandes y coloridos, los patrones intrincados con abundancia de manchas y pecas de esta especie le permiten mimetizarse perfectamente en suelos rojizos, con vegetación o marrones se encuentran parcialmente cubiertos de rocas, hojas, ramas y palos. En el ejemplar adulto en vuelo es posible observar grandes manchas blancas en cuatro de las plumas primarias exteriores. Miden entre 25 a 28 cm de largo. Los machos pesan entre 81 a 132 g mientras que las hembras son algo más pequeñas (74 a 123 g). La envergadura de sus alas es de 20.5 a 23.9 cm, midiendo su cola unos 15 cm de largo y el pico entre 1.5 a 2.5 cm. El pico es de color marrón claro a negruzco, ocasionalmente más claro cerca de la comisura de la mandíbula inferior. El iris es marrón; sus patas son marrones con garras más oscuras.

## Distribución y hábitat
Se lo encuentra en gran parte de Australia, salvo en la costa este, y pasa el invierno en las islas menores de la Sonda y las islas Aru.
Sus hábitats naturales son los bosques abiertos, zonas de arbustos y matorrales, sabana y manglares.